# عوين الأعلى (البيضاء)
عوين الأعلى هي إحدى قرى الجمهورية اليمنية. تتبع جغرافيا لمحافظة البيضاء و إداريًا لمديرية الصومعة. يبلغ تعداد سكانها 1023 نسمة حسب الإحصاء الذي أجري عام 2004.